# Pelle Olofson
Pelle Olofson, egentligen Per Lars Olof Olofson, född 19 oktober 1961 i Farsta församling, är en svensk dirigent, sångare, tonsättare och musiklärare.

## Biografi
Olofson examinerades från Kungliga Musikhögskolan i Stockholm 1984, där han bland annat studerat komposition för Hans Eklund och Sven-David Sandström. Mellan åren 1984 och 2000 arbetade han huvudsakligen som sångare, i Radiokören, Eric Ericsons Kammarkör och på de flesta av landets operascener. 
Jämsides med sången har Pelle Olofson komponerat körmusik, filmmusik, kammarmusik, elektroakustisk musik och orkestermusik. I barnkonserter har han arbetat med både Sveriges Radios symfoniorkester och Kungliga Filharmoniska Orkestern och har för dessa tillfällen både komponerat och arrangerat musik. Han har också skrivit musik till Globens luciakonsert. 
Olofson var musiklärare på Adolf Fredriks musikklasser mellan 2000 och 2017. På musikklasserna efterträdde han 2009 Christoffer Holgersson som ledare för Adolf Fredriks gosskör. Tillsammans med Fredrik Winberg startade han hösten 2012, för andra gången i skolans historia, Adolf Fredriks kammarkör, en blandad kör för elever på högstadiet. 
Sedan hösten 2017 är han anställd som kyrkomusiker i Hägerstens församling i Stockholm, där han bland annat startat upp en gosskörsverksamhet. 
Han startade en kammarkör, Lilla kören 2005 som till största delen består av före detta elever från Adolf Fredriks musikklasser. Sedan januari 2012 är han dirigent för Stockholms Studentsångare och sedan september 2013 likaledes för dess nybildade systerkör, Stockholms Akademiska Damkör.
Som dirigent har Olofson dirigerat i Melodifestivalfinalen 2013, Nobelfesten 2013, Kungliga Operan föreställningen "Det gyllene Skeppet" 2013 (16 föreställningar) och på Folkoperan, i Carmina Burana även det 2013. Han valdes till bästa dirigent vid den internationella körfestivalen i Florens 2013. 
År 2019 fick Olofson priset Årets barn- och ungdomskörledare. 
Olofson är son till ingenjör, tidigare professionell musiker Sven Olofson, som var en av förgrundsfigurerna inom svensk Hi-fi.

## Verklista (i urval)

### Körmusik
- Fullt av gula löv, fyra sånger för barnkör och piano (Gehrmans musikförlag)
- En vän är på riktigt, fyra sånger för barnkör och piano (Gehrmans musikförlag)
- Människans hem och Jag fryser om dina händer, två sånger för diskantkör a cappella (Wessmans musikförlag)
- Hosianna, för fyrstämmig blandad kör och orgel (manus)
- Rörde mig (text av tonsättaren) för blandad kör a cappella (manus, 2008)
- Time & Truth (text av Shakespeare, Morell, Nashe) för barytonsolo och blandad kör
- Unquiet thoughts (text anon) för femstämmig kör (Bo Ejeby förlag)
- Cantate Domino (text psaltaren) för gosskör, soli och orgel (manus, 2013)

### Musikdramatik
- Flyga högt! En musikal om den heliga Birgitta, text Margareta Björkman (2009)
- Mimmi En musikal inspirerad av "Momo – eller kampen om tiden" av Michael Ende (2001)
- Nerikespelet Ett stjärnspel från Kil i Närke – för soli, kör och symfoniorkester

## Fotnoter
1. ↑  Sveriges befolkning 1990, CD-ROM, Version 1.00, Riksarkivet (2011).
2. ↑   Sveriges befolkning 1970 : med persondata om invånarna i Sverige 1970, drygt 8 miljoner människor ([Elektronische Ressource], Version 1.00). c 2002. ISBN 9187676311. OCLC 254693847. https://www.worldcat.org/oclc/254693847. Läst 27 juli 2018.  ”Per Lars Olof Olofsson”
3. ↑  Olofson, Sven (1970). Så fungerar stereoanläggningen. Täby: Larson